# AEN
AEN (англ. Apoptosis enhancing nuclease) – білок, який кодується однойменним геном, розташованим у людей на 15-й хромосомі. Довжина поліпептидного ланцюга білка становить 325 амінокислот, а молекулярна маса — 36 350.
| 10         |  | 20         |  | 30         |  | 40         |  | 50         |
| ---------- |  | ---------- |  | ---------- |  | ---------- |  | ---------- |
| MVPREAPESA |  | QCLCPSLTIP |  | NAKDVLRKRH |  | KRRSRQHQRF |  | MARKALLQEQ |
| GLLSMPPEPG |  | SSPLPTPFGA |  | ATATEAASSG |  | KQCLRAGSGS |  | APCSRRPAPG |
| KASGPLPSKC |  | VAIDCEMVGT |  | GPRGRVSELA |  | RCSIVSYHGN |  | VLYDKYIRPE |
| MPIADYRTRW |  | SGITRQHMRK |  | AVPFQVAQKE |  | ILKLLKGKVV |  | VGHALHNDFQ |
| ALKYVHPRSQ |  | TRDTTYVPNF |  | LSEPGLHTRA |  | RVSLKDLALQ |  | LLHKKIQVGQ |
| HGHSSVEDAT |  | TAMELYRLVE |  | VQWEQQEARS |  | LWTCPEDREP |  | DSSTDMEQYM |
| EDQYWPDDLA |  | HGSRGGAREA |  | QDRRN      |  |            |  |            |

A: Аланін

C: Цистеїн

D: Аспарагінова кислота

E: Глутамінова кислота

F: Фенілаланін

G: Гліцин

H: Гістидин

I: Ізолейцин

K: Лізин

L: Лейцин

M: Метіонін

N: Аспарагін

P: Пролін

Q: Глутамін

R: Аргінін

S: Серин

T: Треонін

V: Валін

W: Триптофан

Кодований геном білок за функціями належить до гідролаз, екзонуклеаз, нуклеаз. 
Задіяний у таких біологічних процесах, як апоптоз, пошкодження ДНК, альтернативний сплайсинг. 
Локалізований у ядрі.